# トマス・ハウ (庶民院議員)
トマス・ハウ閣下（英語: Hon. Thomas Howe、1728年ごろ – 1771年11月14日）は、グレートブリテン王国の政治家。1769年から1771年まで庶民院議員を務めた。

## 生涯
第2代ハウ子爵エマニュエル・スクロープ・ハウと妻メアリー・ソフィア・シャーロット（1782年6月13日没、ダーリントン女伯爵ゾフィア・シャルロッテ・フォン・キールマンゼックとヨハン・アドルフ・フォン・キールマンゼックの娘）の息子として、1728年ごろに生まれた。
1768年イギリス総選挙でノーサンプトン選挙区から出馬した。ハウは初代スペンサー伯爵ジョン・スペンサーの支持を得ていたが、それ以外の候補も初代準男爵サー・ジョージ・ロドニーが第2代ハリファックス伯爵ジョージ・モンタギュー＝ダンクの支持を、第4代準男爵サー・ジョージ・オズボーンが第8代ノーサンプトン伯爵スペンサー・コンプトンの支持を得ており、「三伯爵の試合」（contest of the three earls）と呼ばれる著名な選挙戦になった。選挙戦は激しく、候補者3名、後援者である3人の伯爵、そしてノーサンプトンの地方自治体の代表が1767年10月に協定を締結して、協力して暴動を防ぐほか、候補者が選挙活動を減らすなどの施策が図られたほどだった。
投票期間は14日間であり、12日目の投票が終了した後はロドニー513票、オズボーン505票、ハウ504票だったが、これは選管がスペンサー伯爵と敵対したためハウの票のうち110票を無効にした結果（それ以外の無効票はロドニー39票、オズボーン38票）であり、残りの2日間も同様の傾向が見られた。そして、選管が発表した結果はロドニー611票、オズボーン611票、ハウ538票でロドニーとオズボーンが当選したというものだった。選管の不正により選挙申し立てが提出されることは明らかであり、投票も終わらないうちに全ての派閥が庶民院で支持を呼びかけ始めた。庶民院での審理ではハウの当選宣告が確実だったため、ロドニーとオズボーンはくじ引きで当選者を決めることに同意、結局オズボーンがくじ引きで負けたためハウの申し立てへの反対を取り下げ、ロドニーとハウの当選が確定した。
選挙活動に投入された資金の金額は不明だったが、3人の伯爵が全員痛手を負い、ハリファックス伯爵に至ってはノーサンプトン選挙区での影響力を完全に諦めたほどだった。激しい選挙戦を制したハウだったが、議会では1769年5月にミドルセックス選挙区の補欠選挙をめぐる採決で政府に同調して投票した記録しかなく、演説の記録はなかった。
1771年11月14日、生涯未婚のまま死去、ノッティンガムシャーのランガーで埋葬された。